# Hoogersmilde

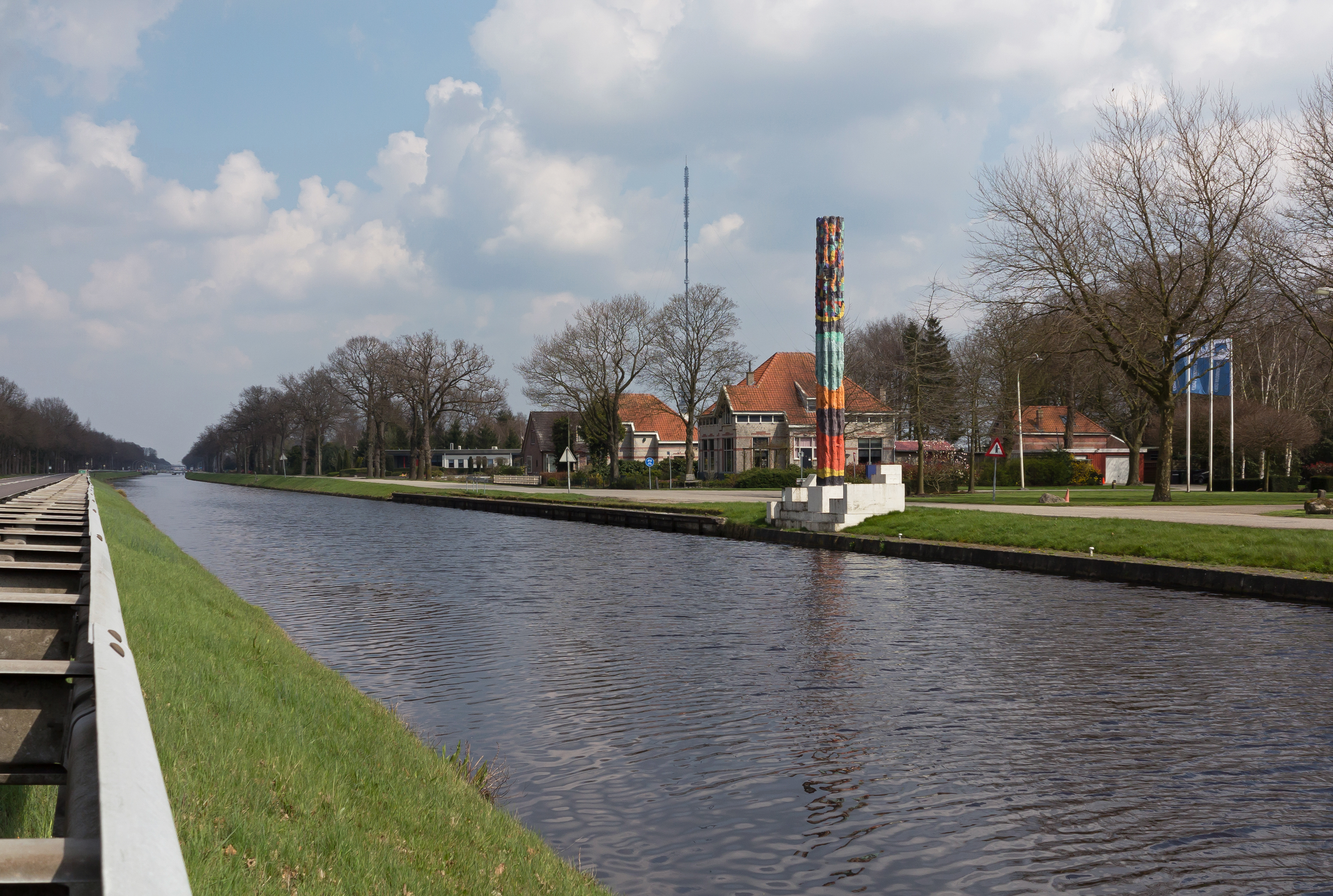
Hoogersmilde, les œuvres d'art à l'entrée de l'usine de briques silico-calcaires

Hoogersmilde est un village situé dans la commune néerlandaise de Midden-Drenthe, dans la province de Drenthe. Le 1er janvier 2004, le village comptait 1 460 habitants.